# Melampophylax nepos
Melampophylax nepos là một loài Trichoptera trong họ Limnephilidae. Chúng phân bố ở miền Cổ bắc.